# Donkey Kong Jet Race
Donkey Kong Jet Race (in de Verenigde Staten: Donkey Kong Barrel Blast) is een race- en actiespel voor de Wii. De game werd op 25 januari 2008 in Europa uitgebracht. Het is het eerste racespel waarin Donkey Kong als hoofdpersonage centraal staat.

## Ontvangst
Over het algemeen kreeg Donkey Kong Jet Race negatieve beoordelingen van de pers. Het gemiddelde review cijfer op gamerankings is 4.4.
Sturen gaat door middel van schudden met de Wii-Remote en de Nunchuk. Hierdoor is het nauwkeurig sturen erg lastig. Wanneer vaart wordt gemaakt wordt dit soms door de computer gezien als een bocht maken aldus GameSpot.
Donkey Kong Jet Race wordt door de pers gezien als een Mario Kart-kloon. Gamer geeft aan dat "een aantal dingen van Mario Kart afgekeken zijn" en noemt hierbij dat de laatste speler sneller wordt en de items die op de weg liggen. MarioWii noemt het een "mislukte Mario Kart-kloon" en wijt dit met name aan de besturing.
Lijst van Donkey Kong-spellen